# Леж (Эна)
Леж (фр. Lesges) — коммуна во Франции, находится в регионе Пикардия. Департамент коммуны — Эна. Входит в состав кантона Фер-ан-Тарденуа. Округ коммуны — Суасон.
Код INSEE коммуны — 02421.

## Население
Население коммуны на 2010 год составляло 83 человека.
| 1962 | 1968 | 1975 | 1982 | 1990 | 1999 | 2010 |
| ---- | ---- | ---- | ---- | ---- | ---- | ---- |
| 106  | 85   | 92   | 77   | 84   | 81   | 83   |

## Экономика
В 2010 году среди 55 человек трудоспособного возраста (15—64 лет) 40 были экономически активными, 15 — неактивными (показатель активности — 72,7 %, в 1999 году было 83,0 %). Из 40 активных жителей работали 40 человек (18 мужчин и 22 женщины), безработных не было. Среди 15 неактивных 2 человека были учениками или студентами, 9 — пенсионерами, 4 были неактивными по другим причинам.